# DuckDuckGo
DuckDuckGo est un moteur de recherche américain qui vise à préserver la vie privée de ses utilisateurs et à leur éviter la bulle de filtres.
Sa société éditrice est située à Valley Forge, en Pennsylvanie. Son modèle économique repose sur l'affichage de publicité et l'affiliation. L'entreprise compte 118 employés en janvier 2020[source insuffisante].
DuckDuckGo a été en forte progression depuis l'affaire PRISM/XKeyscore ; son audience le classe 1152e au niveau mondial le 29 août 2013, selon le cabinet d'études Alexa. En mai 2019, il devient 166e.
L'entreprise consacre une partie de ses revenus à financer des projets libres,.

## Historique

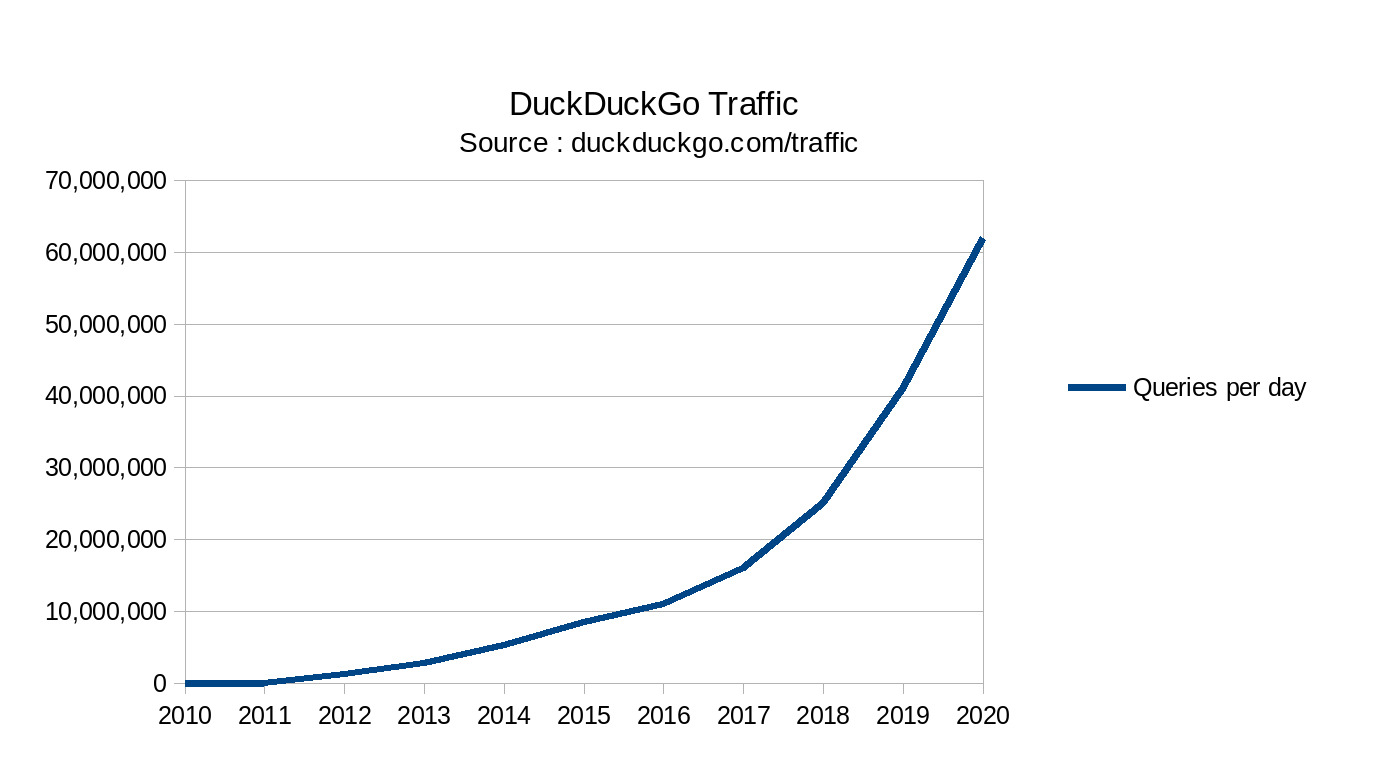
Fréquentation quotidienne de DuckDuckGo de 2010 à 2020.

DuckDuckGo est fondé en 2008 par l'entrepreneur Gabriel Weinberg. Son nom a été choisi en référence au jeu d'enfants duck duck goose,, qui est une variante du jeu du mouchoir. Gabriel Weinberg est également un business angel et fait partie d'une startup de Philadelphie. Sa dernière entreprise, The Names Database, est acquise en 2006 par United Online pour 10 millions de dollars.
Le projet est initialement financé par Weinberg, mais son modèle économique actuel repose sur de la publicité Microsoft Advertising ainsi qu'un système d'affiliation fourni par les sites Amazon et eBay[source insuffisante].
En décembre 2008, DuckDuckGo est présenté au « TechCrunch Elevator Pitch » et est finaliste au « BOSS Mashable Challenge ».
En août 2010, DuckDuckGo met en place une « enclave de sortie » Tor (voir section Vie privée).
En septembre 2010, DuckDuckGo embauche son premier employé : Tighe Caine.
En octobre 2011, Union Square Ventures (en) investit dans DuckDuckGo. Son partenaire, Brad Burnham, a déclaré : « Nous avons investi dans DuckDuckGo parce que nous sommes convaincus qu'il n'était pas seulement possible de changer la base de la concurrence dans les recherches, mais qu'il était temps de le faire ».
En novembre 2011, Linux Mint signe un accord exclusif avec DuckDuckGo pour sa mise en place au sein de la distribution Linux Mint 12.
Le 13 février 2012, le moteur de recherche dépasse pour la première fois le million de recherches journalières. Le 10 juin 2013, l'entreprise dit atteindre 2 millions de recherches quotidiennes, puis 3 millions le 17 du même mois, 4 millions le 19 août 2013, 5 millions le 26 février 2014, 6 millions le 4 juin 2014, 7 millions le 10 novembre 2014 et 8 millions le jour suivant le 11 novembre 2014. En 2015, le moteur de recherche dépasse les 10 millions de recherches par jour. La barre des 100 millions de recherches par jour est quant à elle franchie en 2021.
En raison de l’invasion de l'Ukraine par la Russie en 2022, l’entreprise suspend son partenariat avec le moteur de recherche russe Yandex, qui fournissait les résultats des recherches. Duckduckgo décide aussi de déclasser les sites qui seraient associés à la désinformation russe, ce que des critiques interprètent comme de la censure,.

## Fonctionnalités

### Recherche
DuckDuckGo permet de rechercher les pages web (par défaut), les images et les vidéos. Les résultats de recherche proviennent de plus de quatre cents sources (2015) dont : DuckDuckBot, les sites web de référence indexés par DDG (par exemple Wikipédia), Bing (qu'emploie aussi Yahoo!), Yandex, Yelp[source secondaire souhaitée].

### Absence de «bulle» comportementale
Selon les éditeurs de DuckDuckGo, la tendance des principaux moteurs de recherche à personnaliser les résultats de recherche limite l'ensemble des informations auxquelles chaque utilisateur a accès à une bulle de filtrage, par opposition au Web tout entier, et ainsi dégrade son expérience du Web en attentant à sa liberté d'y accéder, aussi sûrement que le ferait un filtre. DuckDuckGo a donc pour fonctionnalité de proposer les mêmes résultats non filtrés à tous les utilisateurs, qui peuvent régler quelques paramètres explicites : spécialisation géographique des résultats, masquage d'éventuels résultats adultes. Cela garantit une meilleure sérendipité.

### Vie privée
DuckDuckGo se positionne en défenseur de la vie privée sur le Web. Le site affirme ne pas enregistrer les requêtes effectuées et ne permettrait pas à d'autres sites de le faire, s'opposant ainsi au pistage,. Il est accessible en HTTPS et favorise l'utilisation d'HTTPS sur les sites vers lesquels il renvoie.
DuckDuckGo est accessible via le réseau de communication anonyme Tor et dispose d'une enclave de sortie Tor. Celle-ci permet de « sortir » du réseau Tor directement sur les serveurs de DuckDuckGo et donc d'accéder au service sans passage par Internet hors Tor. Weinberg a déclaré : « Je crois que cela est en droite ligne avec notre politique de confidentialité. En utilisant Tor et DuckDuckGo, vous pouvez maintenant être dans l'anonymat dans vos recherches et si vous utilisez notre page d'accueil chiffrée, vous pouvez ainsi être chiffré de bout en bout ».
DuckDuckGo est soumis à la législation des États-Unis et pourrait y être obligé à collaborer avec les forces de l'ordre. Gabriel Weinberg a déclaré en 2013 que DuckDuckGo n'avait jamais été et ne pourrait pas être obligé légalement d'enregistrer ou de transmettre des informations personnelles, mais cette interprétation du droit ne fait pas l'unanimité[source insuffisante].
En 2022 est révélé qu'une liste blanche de trackers a été mise en place par DuckDuckGo. Cette liste blanche est le fruit d'un accord avec Microsoft et laisse les trackers de LinkedIn et de Bing. Le PDG de DuckDuckGo ne dément pas et assure que cette information n'était pas confidentielle. Cette information intervient quelques jours après le retrait de sites de téléchargements pirate des résultats de recherche de DuckDuckGo. En août 2022, cette liste blanche, qui ne concernait que le navigateur propriétaire DuckDuckGo, a été supprimée.

### !Bang
DuckDuckGo permet d'effectuer des requêtes redirigeant vers d'autres moteurs de recherche ou sites en tapant la commande correspondante appelée « !bang ». Le moteur propose ainsi plus de 13 000 raccourcis, par exemple :
- la commande « !wfr » ou « !w » redirige directement vers le site Wikipédia, respectivement francophone et anglophone. Ainsi, la commande « !wfr duckduckgo » redirige directement vers l'article « DuckDuckGo » de Wikipédia en français ;
- la commande « !g » lance la recherche sur Google ;
- la commande « ! » redirige directement vers le premier résultat de la recherche, comme la fonction « J'ai de la chance » de Google.

### AI Chat
En juin 2024, DuckDuckGo lance AI Chat, une fonctionnalité qui permet d'accéder anonymement à des agents conversationnels tels que GPT-4o mini, Claude 3.5 Haiku, LLaMA 4 et Mistral Small 3. Cette fonctionnalité est entièrement gratuite, mais soumise à une limite journalière. Pour garantir la vie privée de ses utilisateurs, DuckDuckGo a passé des accords avec les entreprises proposant ces chatbots pour que les conversations ne soient pas utilisées pour entraîner leurs modèles. De plus, ces entreprises n'ont pas accès à l'adresse IP de l'utilisateur car la connexion passe par les serveurs de DuckDuckGo.

## Fonctionnement
DuckDuckGo est construit principalement sur les API de recherche de différents fournisseurs majeurs (tels que Yahoo! BOSS, embed.ly, WolframAlpha, EntireWeb Bing) et TechCrunch caractérise même « d'hybride » le service de moteur de recherche. En même temps, le moteur de recherche produit ses propres pages de contenu et est également similaire[En quoi ?] à des sites comme Mahalo (en), Kosmix et SearchMe (en).

## Popularité

### Trafic
DuckDuckGo publie des statistiques de trafic, telles que le nombre de requêtes par jour, depuis avril 2010. Ce nombre est de l’ordre de 1 500 000 en mai 2012[réf. nécessaire].
En août 2013, DuckDuckGo est le 1 908e site web le plus visité selon le cabinet d'études Alexa. Selon le site Compete.com, le nombre de visiteurs uniques est de l’ordre de 250 000 par mois début 2012.
Depuis le 10 juin 2013 et le scandale de PRISM, il enregistre une hausse significative du nombre de requêtes,. Le nombre de recherches par mois atteint ainsi 77 millions en juin 2013, contre 54 millions le mois précédent.
En mai 2014, il se classe comme le 644e site à l’échelle mondiale. Les dix millions de recherches quotidiennes sont franchies en juin 2015, soit 3 milliards par an ou 0,3 % des recherches faites sur Google.
En décembre 2015, les douze millions de recherches quotidiennes sont franchies.
En octobre 2016, il est le 643e site web le plus visité au monde. Le nombre de recherches ce mois-là s'élève à 428 249 981, soit une moyenne de plus de 13 millions de recherches par jour, avec plus de 5,5 millions de visiteurs uniques durant le mois de septembre d'après le site Compete.com.
En juillet 2019, DuckDuckGo se classe comme le 166e site web le plus visité au monde, selon le cabinet d'études Alexa. La moyenne des recherches directes par jour est de 62 837 228 (le 4 juin 2020), sachant que le record de recherches en une journée sur DuckDuckGo est de 66 871 623 recherches[source secondaire souhaitée].
En janvier 2021, DuckDuckGo franchit momentanément le cap de cent millions de recherches par jour.

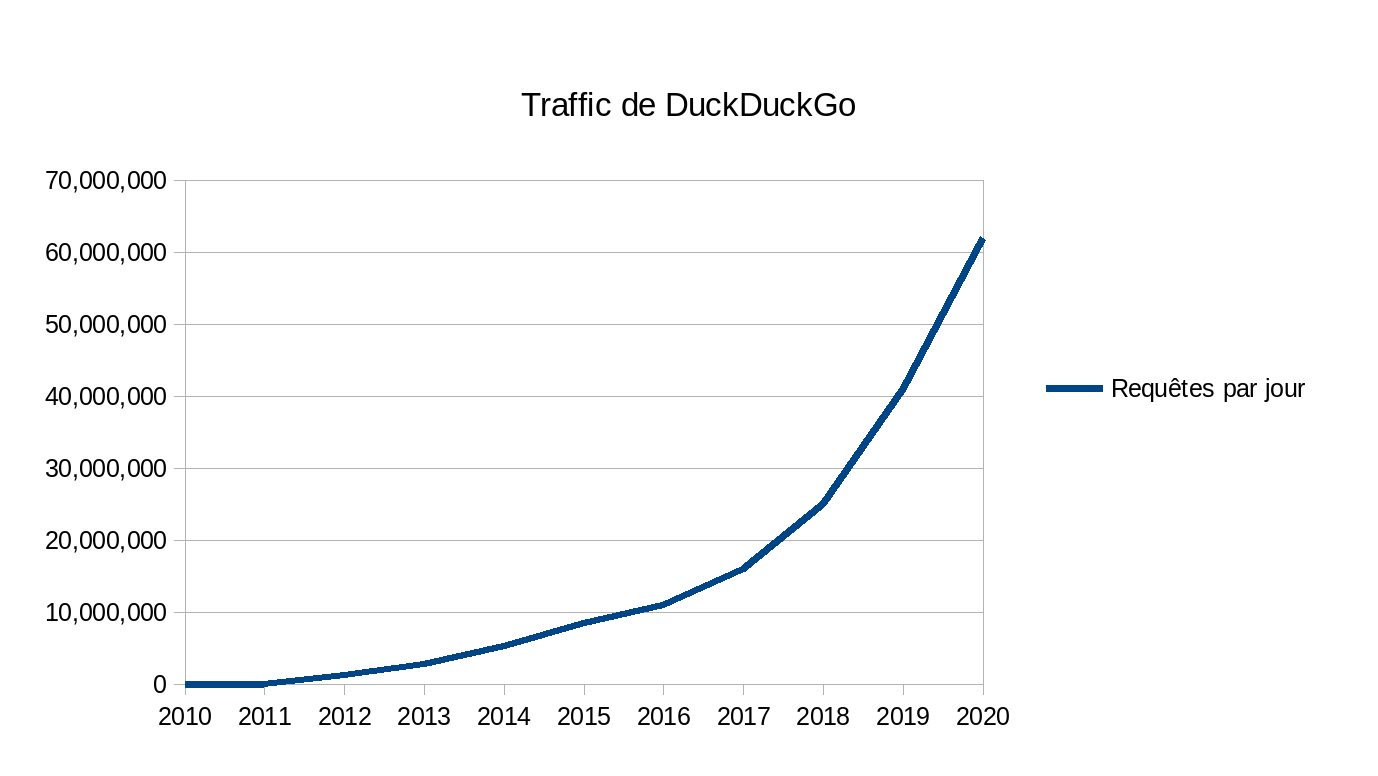
Traffic de duckduckgo par jour de 2010 à 2020.

### Adoption
DuckDuckGo est le moteur de recherche par défaut des navigateurs Dillo, Midori, GNU IceCat, Rekonq, SRWare Iron, Pale Moon, K-Meleon et Tor Browser. Il fait partie des moteurs de recherche proposés dans Mozilla Firefox, Google Chrome, Opera, Safari, Brave et Vivaldi[source secondaire souhaitée].